# Комаричі
Кома́ричі (рос. Комаричи) — селище міського типу, центр Комарицького району Брянської області, Росія.
Населення селища становило у 2006 році 7 483 особи, 2002 року — 7 234 осіб.

## Географія
Селище розташоване на вододілі річок Нерусса та її притоки Усожа. На західній околиці знаходяться витоки річки Воробейня, притоки Нерусси.

## Історія
Комаричі засновані наприкінці XIX століття як селище при однойменній залізничній станції на лінії Брянськ — Льгов (відкрита у 1897 р.). Назва Комаричі походить від стародавньої Комарицької волості, яка існувала у цьому краю (відома з XVI до XVIII століття).
Статус селища міського типу отримано 1957 року.

## Економіка
В Комаричах працюють маслосироробний завод, харчовий комбінат.
Раніше функціонували: швейна фабрика, плодоовочевий комбінат та м'ясокомбінат.

## Відомі особистості
В поселенні народився:
- Алексійчук Тимофій Данилович (1921—2010) — радянський військовик.